# 蘇縣 (北達科他州)
苏县（英語：Sioux County）是位于美国北达科他州南部边界的县。根据2020年人口普查显示，该县人口为3,898人。该县的东部边界为密苏里河，其县治位于耶茨堡。